# Districtele Albaniei
Albania este împărțită în 36 de districte (rrethe în albaneză).
1. Berat
2. Bulqizë
3. Delvinë
4. Devoll
5. Dibër
6. Durrës
7. Elbasan
8. Fier
9. Gjirokastër
10. Gramsh
11. Has
12. Kavajë
13. Kolonjë
14. Korçë
15. Krujë
16. Kuçovë
17. Kukës
18. Kurbin
19. Lezhë
20. Librazhd
21. Lushnjë
22. Malësi e Madhe
23. Mallakastër
24. Mat
25. Mirditë
26. Peqin
27. Përmet
28. Pogradec
29. Pukë
30. Sarandë
31. Shkodër
32. Skrapar
33. Tepelenë
34. Tirana
35. Tropojë
36. Vlorë